# Bryson Tiller
Bryson Djuan Tiller (Louisville, 2 gennaio 1993) è un cantautore e rapper statunitense.
Diventato famoso grazie al successo del suo singolo di debutto Don't, Tiller ha successivamente firmato contratto discografico con la RCA Records. Nella sua carriera ha pubblicato tre album e ottenuto grandi successi anche a livello internazionale, tra cui Wild Thoughts, una collaborazione con Rihanna e DJ Khaled.

## Biografia
Nato in Kentucky, Tiller ha dovuto affrontare la morte di sua madre quando aveva soltanto 4 anni ed è stato dunque cresciuto da sua nonna, con cui ha vissuto fino all'età di 17 anni. Durante l'adolescenza, Tiller ha frequentato la Iroquois School e ha iniziato a cantare e rappare all'età di 15 anni. All'età di 18 anni, nel 2011, pubblica il mixtape Killer Instinct Vol. 1., che include 24 canzoni. Successive vicissitudini, tra cui la nascita di sua figlia Harley e la necessità di provvedere al suo sostentamento, porteranno Tiller a lasciare la scuola prima del diploma e a lasciare completamente la musica per alcuni anni.

## Carriera
Nell'ottobre 2014, Tiller sceglie Soundcloud per condividere il suo primo brano inedito in alcuni anni, Don't, in cui l'artista cita un verso di Shake It Off di Mariah Carey. Il brano ricevere una forte attenzione online, e così nel maggio 2015 Tiller riesce a pubblicarlo negli stores digitali. Il singolo ottiene un notevole successo commerciale, raggiungendo la numero 13 della Billboard Hot 100 e diventando oggetto di svariati remix e rivisitazioni da parte di altri artisti. A questo punto, Tiller riceve numerose proposte di contratti discografici da parte di etichette, tra cui la OVO Sound di Drake, e fra tutte sceglie la RCA Records, firmando immediatamente un contratto.
Nell'ottobre 2015 pubblica il suo primo album in studio, ossia T R A P S O U L, che raggiunge la numero 8 nella Billboard 200. Il suo secondo singolo, Exchange, esce nel maggio 2015 seguito da Sorry Not Sorry, diffuso nel giugno dello stesso anno. Il progetto ottiene numerosi riconoscimenti: l'artista vince due BET Awards nell'edizione 2016 nelle categorie "Best Male R&B/Pop Artist" e "Best New Artist" e Exchange viene nominata come miglior canzone R&B ai Grammy Awards. L'album viene inoltre citato da varie riviste come uno dei progetti musicali migliori dell'anno. Sempre nel 2015 collabora col cantante R&B Chris Brown nella composizione del brano Proof.
Nel 2016 Tiller porta avanti il suo primo tour da headliner, il Trapsoul Tour. Nel maggio 2016 Tiller si esibisce per la prima volta in televisione, apparendo nel Late Night With Seth Mayers con Exchanges. Successivamente l'artista collabora con DJ Khaled e Future nel brano Ima Be Alright e con Travis Scott nel brano First Take.
L'11 maggio 2017 pubblica il singolo Somethin Tells Me mentre il 26 maggio seguente pubblica il suo secondo album in studio True to Self, preceduto da tre singoli: Honey, Something Tells Me e Get Mine con Young Thug. L'album debutta direttamente alla numero 1 della Billboard Hot 100. Ciononostante, le vendite del progetto saranno inferiori a quelle del precedente: l'artista affermerà successivamente di aver registrato l'album in un periodo di depressione e che ciò era percettibile nella sua musica, affermando che è questo il motivo della performance commerciale al di sotto delle aspettative. Nel giugno 2017 collabora con DJ Khaled e Rihanna nel singolo Wild Thoughts, che ottiene un notevolissimo successo internazionale. Gli artisti si esibiscono con il brano durante i Grammy Awards 2018.
Sempre nel 2018 collabora con Jazmine Sullivan nel brano Insecure, per la colonna sonora dell'omonima serie TV di HBO e pubblica l'album Serenity. Tra 2019 e 2020 Tiller è protagonista di svariate altre collaborazioni con artisti come Summer Walker, Playboi Carti, DJ Snake, Drake. L'artista pubblica inoltre l'album Anniversary il 2 ottobre 2020.

## Stile e influenze

### Stile musicale

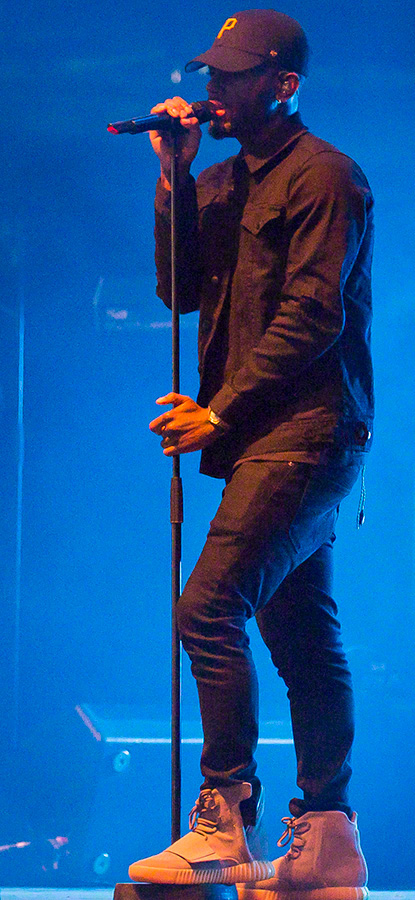
Tiller si esibisce durante lo Stavernfestivalen nel luglio 2016.

Bryson Tiller mescola R&B moderno con trap e hip-hop nella sua musica.  La critica ha paragonato il suo stile musicale a quello di colleghi come Tory Lanez, Jeremih e PartyNextDoor.

### Influenze
Tiller cita Omarion come la sua principale influenza musicale. Per quanto riguarda la scrittura di testi, Tiller cita invece The Dream come sua principale collaborazione. L'artista cita anche Rihanna, Chris Brown, R. Kelly, Jazmine Sullivan, Drake, Usher, Beyoncé, Jay-Z, The Notorious Big e Mary J. Blige.

## Discografia

### Album in studio
- 2015 – Trapsoul
- 2017 – True to Self
- 2020 – Anniversary
- 2024 – Bryson Tiller

### Singoli

#### Come artista principale
- 2015 – Don't
- 2016 – Exchange
- 2016 – Sorry Not Sorry
- 2016 – Let Me Explain
- 2017 – Get Mine (feat. Young Thug)
- 2017 – Somethin Tells Me
- 2017 – Run Me Dry
- 2017 – Insecure (con Jazmine Sullivan)
- 2018 – Keep in Touch (con Tory Lanez)
- 2018 – Canceled
- 2019 – Blame
- 2020 – Always Forever
- 2020 – Outta Time (feat. Drake)
- 2021 – Lonely Christmas (feat. Justin Bieber e Poo Bear)
- 2022 – What Would You Do? (con Joel Corry e David Guetta)
- 2022 – Outside
- 2023 – Down Like That
- 2024 – Whatever She Wants
- 2024 – Calypso
- 2024 – Really Like That (con Jucee Froot)

#### Come artista ospite
- 2015 – Lime Light (Tyrant feat. Bryson Tiller)
- 2016 – Change Up (Lil Lonnie feat. Bryson Tiller)
- 2016 – Drove U Crazy (Gucci Mane feat. Bryson Tiller)
- 2017 – Wild Thoughts (DJ Khaled feat. Rihanna e Bryson Tiller)
- 2018 – Could've Been (H.E.R. feat. Bryson Tiller)
- 2019 – Nowhere to Run (Ryan Tray feat. Bryson Tiller)
- 2019 – Playing Games (Summer Walker feat. Bryson Tiller)
- 2019 – Thru the Night (Jack Harlow feat. Bryson Tiller)
- 2020 – Love (Her Fault) (Wale feat. Bryson Tiller)
- 2021 – Body in Motion (DJ Khaled feat. Bryson Tiller, Lil Baby e Roddy Ricch)
- 2022 – Gotta Move On (Diddy feat. Bryson Tiller)
- 2023 – You (Lola Brooke feat. Bryson Tiller)
- 2023 – Never Lose Me (Flo Milli feat. Bryson Tiller)